# Frontière entre les États-Unis et les Kiribati
La frontière entre les États-Unis et les Kiribati est intégralement maritime dans l'océan Pacifique au niveau de l’équateur terrestre et composée de trois parties correspondant à trois des îles mineures éloignées des États-Unis, territoires américains non incorporés:
- Entre l'île Baker et les îles Phœnix
- Entre l'atoll Palmyra et les îles de la Ligne
- Entre l'île Jarvis et les îles de la Ligne

Ces trois frontières ont fait l'objet d'un traité unique, signé le 6 septembre 2013 entre Frankie A. Reed, ambassadeur américain aux Kiribati et Anote Tong, président des Kiribati.

## Île Baker - îles Phœnix
Le traité définit six points séparant l'Île Baker des atolls de Canton , McKean et Nikumaroro
- Point 1 : 3° 01′ 15″ S, 177° 28′ 06,9″ O
- Point 2 : 3° 00′ 53,4″ S, 177° 27′ 10,7″ O
- Point 3 : 2° 56′ 48,9″ S, 177° 17′ 04,6″ O
- Point 4 : 0° 43′ 47,1″ S, 173° 45′ 17,4″ O
- Point 5 : 0° 15′ 54,9″ N, 173° 08′ 34,7″ O
- Point 6 : 0° 16′ 46,3″ N, 173° 08′ 03″ O

## Atoll Palmyra - îles de la Ligne
Le traité définit cinq points séparant l'Atoll Palmyra et le récif Kingman des atolls de Teraina et Tabuaeran
- Point 1 : 2° 39′ 34,8″ N, 163° 03′ 53″ O
- Point 2 : 3° 56′ 06,6″ N, 162° 11′ 14,4″ O
- Point 3 : 5° 52′ 03″ N, 160° 47′ 48,1″ O
- Point 4 : 7° 46′ 18,5″ N, 159° 25′ 30,9″ O
- Point 5 : 7° 52′ 44,6″ N, 159° 19′ 52,9″ O

## Île Baker - îles de la Ligne
Le traité définit dix points séparant l'île Jarvis des îles de Teraina, Tabuaeran, Christmas, Malden et Starbuck
- Point 1 : 1° 58′ 59,8″ N, 162° 22′ 43,6″ O
- Point 2 : 2° 02′ 31,6″ N, 161° 38′ 46″ O
- Point 3 : 1° 43′ 16,3″ N, 159° 39′ 22,2″ O
- Point 4 : 0° 45′ 21,7″ N, 158° 46′ 44,3″ O
- Point 5 : 0° 16′ 35,9″ N, 158° 20′ 58,3″ O
- Point 6 : 0° 01′ 30,1″ S, 158° 05′ 53,7″ O
- Point 7 : 1° 30′ 55,4″ S, 156° 59′ 50,8″ O
- Point 8 : 3° 10′ 47″ S, 158° 11′ 08,6″ O
- Point 9 : 3° 16′ 18,3″ S, 158° 18′ 14,3″ O
- Point 10 : 3° 16′ 55,3″ S, 158° 19′ 01,7″ O